# Harald Cremer
Harald Cremer (* 21. August 1962 in Köln) ist ein deutscher Kameramann.

## Leben
Cremer wurde in Köln geboren und absolvierte nach seinem Abitur 1984 ein einjähriges Praktikum als Kameraassistent in einer Dokumentarfilmproduktion. Seit 1984 arbeitete Cremer als freiberuflicher Kameraassistent an verschiedenen Produktionen und Dokumentarfilmen mit. Seit 1996 arbeitet Cremer als freiberuflicher Kameramann.
Cremer ist, wie einige andere in der Filmwirtschaft tätigen auch, Mitglied im Bundesverband Kamera.

## Filmografie (Auswahl)
- 1999: Lenas Land
- 2000: Sommernachtstod
- 2001: Der Fahnder (drei Folgen)
- 2002: Wen küsst die Braut?
- 2003: Was nicht passt, wird passend gemacht (vier Folgen)
- 2003: Küssen verboten, Baggern erlaubt
- 2004: Klassenfahrt – Geknutscht wird immer
- 2005: Vollgas – Gebremst wird später
- 2006: Willkommen in Lüsgraf
- 2006: Hilfe! Hochzeit! – Die schlimmste Woche meines Lebens (sieben Folgen)
- 2006: Ein Fall für zwei (Eine Folge)
- 2007–2009: Rennschwein Rudi Rüssel (20 Folgen)
- 2007: Zwei Wochen Chef
- 2007: Nur ein kleines bisschen schwanger
- 2010: Die Stein (drei Folgen)
- 2010: Polizeiruf 110 – Die Lücke, die der Teufel lässt (Fernsehreihe)
- 2012: Ein Fall für zwei (Folge: Gefangen)
- 2013: Heiter bis tödlich: Zwischen den Zeilen (acht Folgen)
- 2014: Bülent und seine Freunde
- 2015: Heiter bis tödlich: Alles Klara (acht Folgen)
- 2018: St. Josef am Berg
- 2018: Fischer sucht Frau
- 2019: Meine Mutter spielt verrückt
- 2019: Fast perfekt verliebt
- 2020: Meine Mutter traut sich was
- 2020: Meine Mutter will ein Enkelkind
- 2021: Meine Mutter im siebten Himmel
- 2021: Meine Mutter und plötzlich auch mein Vater
- 2022: Meine Mutter raubt die Braut
- ab 2022: Ich dich auch! (Fernsehserie)